# Имбирный лимонад
«Имбирный лимонад» (англ. Ginger Ale Afternoon) — американский художественный фильм 1989 года, кинокомедия, снятая режиссёром Рафалом Зелински по пьесе Джины Вендкос. Главные роли в этом фильме исполнили Джон Джексон, Дэна Андерсон, Йердли Смит и Джин Батлер.
Премьера фильма состоялась 25 августа 1989 года в США, тогда же в 1989 году фильм и был представлен кинокритикам, которые встретили его довольно холодно. На кинофестивале «Санденс» фильм был номинирован в категории Лучший драматический фильм, но награды не получил.
Музыка к фильму «Имбирный лимонад» была написана известным блюзменом Вилли Диксоном. После презентации и относительной неудачи фильма был выпущен отдельный саундтрек к фильму, который был отмечен премией «Грэмми» и пользовался большей популярностью, чем сам фильм.

## Сюжет
Главные герои фильма — семейная пара Джесс и Хэнк Микерсы. Они живут в небольшом доме в Техасе, Джесс уже на девятом месяце беременности и скоро должна родить ребёнка. В этот период между супругами происходит некоторый разлад.
Джесс и Хэнк взаимно обвиняют друг друга в отсутствии внимания к семье. Джесс сообщает мужу, что знает о его измене — сексуальной связи с молодой соседкой Бонни. Хэнк же оправдывается тем, что будущий ребёнок отдалил его от жены. В итоге после ссоры супруги всё-таки примиряются и ждут рождения своего ребёнка.

## В ролях
- Дэна Андерсон — Джесс Микерс
- Джон Джексон — Хэнк Микерс
- Ярдли Смит — Бонни Клитор
- Джин Батлер — Диджей на радио

## Награды и номинации

### Номинации
Кинофестиваль «Санденс»:
- 1989 — Главный приз в категории Лучший драматический фильм (Рафал Зелински)

Музыкальная премия «Грэмми»:
- 1989 — Номинация (Вилли Диксон)

## Интересные факты
- Фильм известен прежде всего прекрасными блюзами Вилли Диксона.
- Молодую соседку играет Ярдли Смит, более известная как голос Лизы Симпсон.
- В фильме присутствует сцена, в которой актриса Ярдли Смит обнажена по пояс.
- Фильм несколько похож на спектакль (он и снят по пьесе), в нём два главных героя и одна важная роль второго плана.